# ヴァツワフ3世アダム (チェシン公)
ヴァツワフ3世アダム（ポーランド語：Wacław III Adam；チェコ語：Václav III. Adam；ドイツ語：Wenzel III. Adam, 1524年12月 - 1579年11月4日）は、チェシン公（在位：1524年 - 1579年）。ヴァツワフ2世の次男（事実上の一人息子）、母はブランデンブルク＝アンスバッハ辺境伯フリードリヒ5世の娘アンナ。父の死の1ヶ月後に生れた。

## 生涯
ヴァツワフ・アダムは生まれて間もなく、公国の唯一の相続人として祖父カジミェシュ2世の許に引き取られて養育された。1528年に祖父も死ぬと、わずか4歳で公国を受け継いだ。祖父の遺言により、新公爵の母アンナと富裕なボヘミア人大貴族、グラーツ伯ヤン・ス・ペルンシュテインが摂政を務めることとなった。未成年期の大部分を、ヴァツワフ・アダムは神聖ローマ皇帝の住むウィーン宮廷で過ごし、同地で教育を受けた。皇帝の宮廷で育ちながら、ヴァツワフ・アダムは後にルター派へと改宗し、終生プロテスタント信仰を守ることになる。
1539年に母アンナが死ぬと、既に15歳に達していたヴァツワフ3世はピャスト家の伝統に則り、成人となったことを宣言して親政を開始することになった。しかしこの後もヤン・ス・ペルンシュテインは摂政として公国の政治の場に居座り続け、1545年5月9日、ミステクとフリドラントの譲渡と引き換えに、ようやく摂政の座をおりた。1548年にペルンシュテインが死んだ時、その3人の息子ヤロスラフ、ヴラディスラフ、ヴォイチェフはミステク、フリドラントを相続しようとした。しかし公爵はそれを許さず、これらの領地をヤン・ス・チェホヴィッツに与えている。
ヴァツワフ3世の治世にチェシンは経済的な安定・発展の時代を迎えた。但し摂政統治期、公国はカジミェシュ2世が獲得したグルヌィ・シロンスク（高地シロンスク）の領地とオパヴァ公国を失った。
ヴァツワフ3世の治世において最も重要な出来事の一つが、公国に宗教改革を導入したことであった。多くの歴史家が公国への宗教改革の流入をヴァツワフ3世の治世初期のことだったと考えているが、宗教改革の成果は1540年まで見られない。公国における宗教改革の進展を最もはっきり物語るのは、まず首都チェシンのフランシスコ会（ポーランドではベルナルト会）、ドミニコ会の修道院が、次いでオルロヴァのベネディクト会の修道院が、相次いで閉鎖されたという事実である。公国の臣民達はプロテスタントへと改宗していった。公爵の2人の妻達はどちらも公国におけるプロテスタント勢力の拡大を支援した。
カトリック修道会から没収された財産の一部は、チェシンに貧民を世話する病院を建てるために費やされた。ヴァツワフ3世はこの病院で病人を自ら治療した。きわめて興味深いことに、ヴァツワフ3世は医学を教わっており、患者の世話もしっかりと出来た。公爵の医者としての腕前は、1570年に起きた伝染病の流行に際して重要な戦力となった。

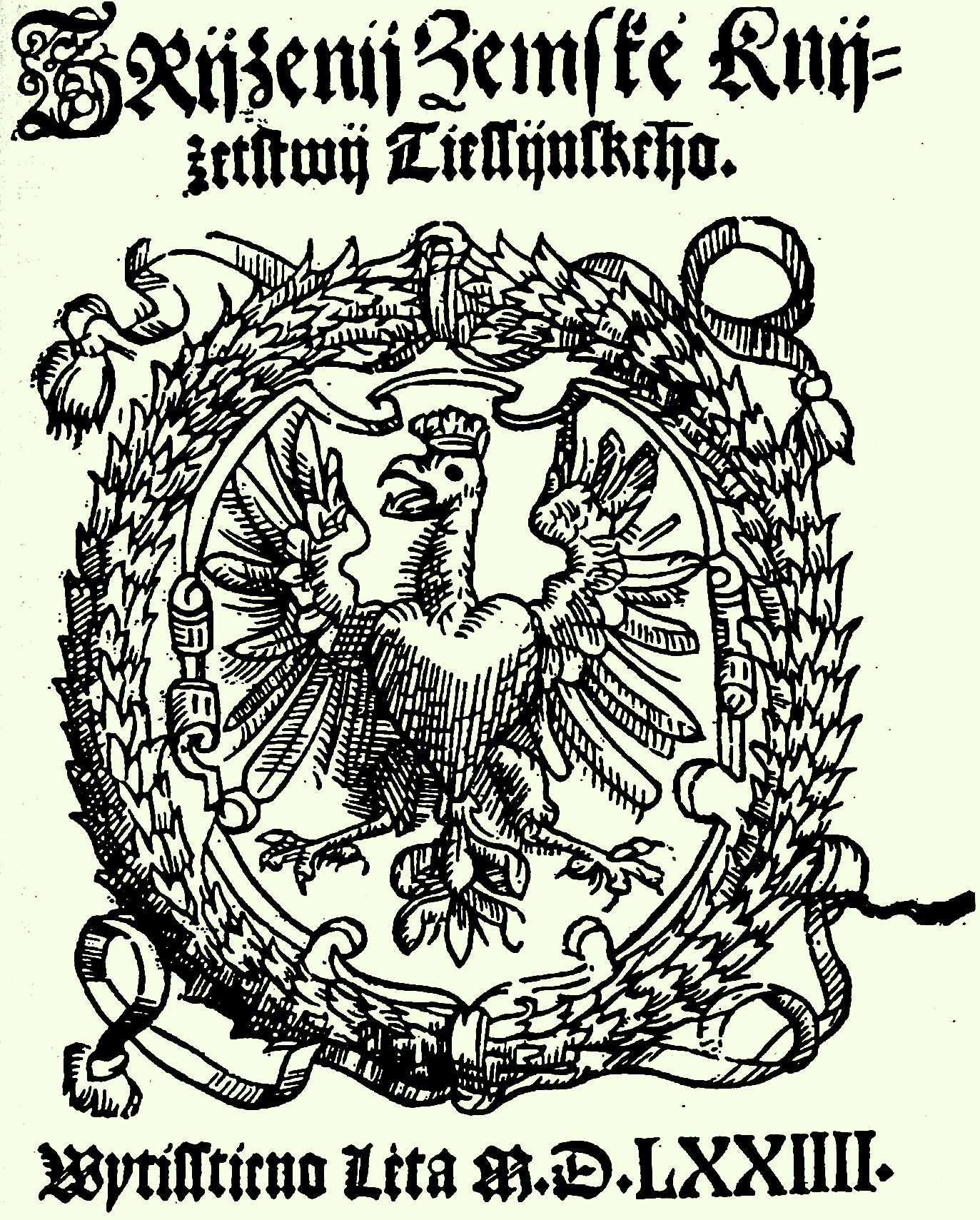
チェシン公国国法の表紙、当時公国の公用語であったチェコ語で記されている

1573年6月24日、ヴァツワフ3世は公国の住民全員に適用される「チェシン公国国法（チェコ語：Zřízení zemské Knížecství Těšínského）」を発布した。この国法は当初かなりの警戒をもって迎えられたが、最終的に公国の領民達はこれを受け入れた。
外交政策では、ヴァツワフ3世はルター派信徒であったが、ハプスブルク家の皇帝達への忠勤に励み続けた。公爵は1563年のプレスブルクにおけるマクシミリアン2世のハンガリー王戴冠式、1565年のフェルディナント1世の埋葬式にそれぞれ出席している。
1573年、ヴァツワフ3世はオスマン帝国の公国に対する攻撃に備え、モスティ・ウ・ヤブルンコヴァの郊外に大規模かつ堅固な要塞を建てるよう命じた。また同年に、ヴァツワフ3世はヤギェウォ朝の断絶に伴うポーランド最初の国王自由選挙において、新国王候補の1人に推されたものの、王位を獲得できなかった。
晩年の公爵を悩ませた深刻な問題は、長男フリデリク・カジミェシュの放蕩癖だった。フリデリク・カジミェシュは1560年以後、フリシュタートとスコチュフの支配者とされており、1565年にはビェルスコをも与えられた。フリデリク・カジミェシュの借金は雪だるま式に膨らみ、この長男が1571年に急死した後、ヴァツワフ・アダムは息子の借金返済のため、息子に与えていた領地を他のピャスト家の親戚に売らなければならなくなった。
ヴァツワフ3世アダムは卒中の発作を起こして長く病臥に伏した後、1579年11月4日に亡くなった。公爵は自分が閉鎖したチェシンのドミニコ会修道院跡地に埋められた。公国は3男のアダム・ヴァツワフが継いだが幼少のため、摂政政治が行われた。

## 子女

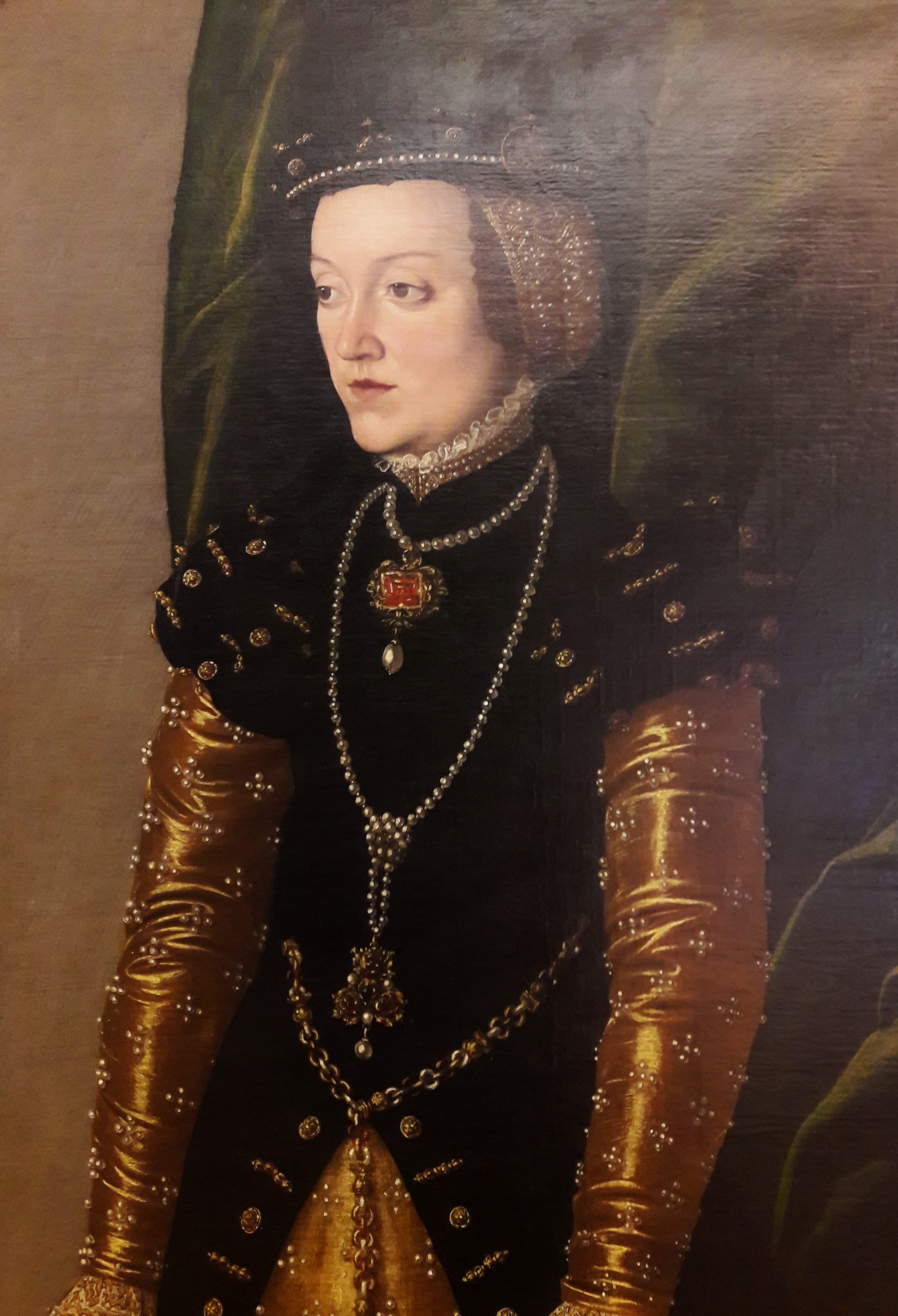
最初の妃マリア・ス・ペルンシュテイン

1540年2月8日、摂政ヤン・ス・ペルンシュテインの娘マリア（1524年2月24日 - 1566年11月19日）と最初の結婚をした。この結婚は祖父カジミェシュ2世が取り決めたもので、カジミェシュ2世が死んだ3ヶ月後の1528年9月8日には婚約が成立している。ヴァツワフ3世は義父から持参金として1万2000ハンガリー・ズウォティを贈られた。夫妻は3人の子女をもうけた。
1. ゾフィア（1540年 - 1541年）
2. フリデリク・カジミェシュ（1541年12月/1542年1月 - 1571年5月4日）
3. アンナ（1543年3月7日 - 1564年以前）

1567年11月25日、ザクセン＝ラウエンブルク公フランツ1世の娘シドニエ・カタリーナと再婚し、6人の子供をもうけた。
1. 娘（1569年2月23日、出生後まもなく死亡）
2. フリスティアン・アウグスト（1570年4月30日 - 1571年2月18日）
3. マリア・シドニア（1572年5月11日 - 1587年10月3日） - 1587年1月20日、レグニツァ公フリデリク4世と結婚
4. アンナ・シビラ（1573年6月4日 - 1601年以後）
5. アダム・ヴァツワフ（1574年12月12日 - 1617年7月13日）
6. ヤン・アルベルト（1578年8月 - 1579年11月4日以前）